# (38561) 1999 VA133
1999 VA133 (asteroide 38561) é um asteroide da cintura principal. Possui uma excentricidade de 0.26139550 e uma inclinação de 4.39834º.
Este asteroide foi descoberto no dia 10 de novembro de 1999 por Spacewatch em Kitt Peak.